# Mimi Barthélémy
Michèle Armand, más conocida por su seudónimo Mimi Barthélémy (Puerto Príncipe, 3 de mayo de 1939 - París, 27 de abril de 2013), fue una escritora, actriz, narradora, dramaturga y directora haitiana.

## Biografía
Nacida en Puerto Príncipe y educada en Haití, continuó sus estudios en el Instituto de Estudios Políticos en Universidad de París X (Maestría en Literatura Española) y en la Universidad de Paris 8 (Doctorado en Teatro y Estudios de Cinematografía), en Francia. También vivió en América Latina, Sri Lanka y el norte de África.
En 1987, fue la presentadora de una serie de narradores conocidos en Le Petit Contoire de París.
En 1989, recibió el Becker d’Or del Tercer Festival de Festival d’Acteurs d’Evry por La reine des poissons. En 1992, fue galardonada con el Premio Arletty de l'universalité de la langue française por La Dernière lettre de l'amiral. En 2000, fue nombrada Caballero de la Orden Nacional del Mérito de Francia y, en 2001, Oficial de la Orden de las Artes y las Letras. En 2011, fue nombrada Caballero en la Orden de las Artes y las Letras de Francia.
Barthélémy murió en París de un ataque cardíaco a la edad de 73 años.

## Obras seleccionadas

### Cuentos
- Haïti, la perle nue (1999)
- La création de l’île de la Tortue (2005)
- Contes d’Haïti (2011)

### Teatro
- L'autre rive lointaine Honduras (1981)
- Sebastian goes shopping Santa Cruz, California (1983)
- Madea Paris (1985)
- La Cocarde d'Ebène Montpellier (1989)
- Soldats-marrons Ris-Orangis (1989)
- Une Très belle mort Aviñón (2000)

### Grabaciones
- La Reine des poissons (2010)
- Contes d’Haïti
- Dis-moi des Chansons d’Haïti (2007)
- Vieux Caïman – Contes de grandes îles de la mer Caraïbe (2001)
- Tendez chanter l’amour (1999)
- Chantez dansez Haïti Guadeloupe (1996)
- Chansons et comptines d’Haïti (1992)
- L’Oranger magique, contes d’Haïti (1992)
- Légendes du monde entier (1992)